# Iris typhifolia
Iris typhifolia är en irisväxtart som beskrevs av Masao Kitagawa. Iris typhifolia ingår i släktet irisar, och familjen irisväxter. Inga underarter finns listade i Catalogue of Life.